# Arteria corioidea anteriore
L'arteria corioidea anteriore è un piccolo ramo terminale dell'arteria carotide interna che si porta indietro e lateralmente e termina nel plesso corioideo del corno inferiore del ventricolo laterale. L'arteria coroidale anteriore irrora diverse strutture del telencefalo, diencefalo e mesencefalo. Fornisce rami al tratto ottico, al corpo genicolato laterale, al nucleo pallido, al braccio posteriore della capsula interna, alle radiazioni ottiche, all'ippocampo.

## Patologia
L'entità del danno causato dall'occlusione dell'arteria corioidea anteriore non è nota. Alcuni studi dimostrano che l'interruzione del flusso sanguigno da parte di questo vaso può provocare emiplegia sul lato controlaterale del corpo, emi-ipoestesia controlaterale ed emianopsia omonima. Si pensa che questi sintomi derivino dal danno ischemico della parte posteriore di capsula interna, del talamo e del chiasma ottico / tratto ottico. Tuttavia, bisogna tener conto che la parte posteriore della capsula interna riceve il sangue anche dall'arteria cerebrale media.